# Trol (Internet)

Imatge «No alimenteu el trol» utilitzada per a exhortar de no encoratjar els trols, amb reaccions al seu missatge desagrabable.

Un trol (en anglès, troll, inspirat dels nans malignes de la mitologia nòrdica), en l'argot d'internet, és algú que intenta provocar els altres des de l'anonimitat, en fer missatges que intenten excitar emocions en una comunitat en línia. Això ho acostuma a fer per a aconseguir una reacció per part dels altres usuaris o bé per a causar problemes, o, d'una altra manera, alterar la conversa normal en un tema de discussió, aconseguint que els mateixos usuaris s'enfadin i s'enfrontin entre si. Segons la Universitat d'Indiana el 2010 eren una comunitat en augment.
És contrari a les bones maneres a la xarxa.

Avís: «En aquesta pàgina està prohibit trolejar».

El trol pot crear missatges amb diferent tipus de contingut com grolleries, ofenses, mentides difícils de detectar, amb la intenció de confondre i ocasionar sentiments en els altres.
Tot i que originalment el terme només es referia a la pràctica en si i no a la persona, un desplaçament metonímic posterior ha fet que també s'apliqui a les persones que incorren en aquest tipus de pràctiques. El seu origen etimològic més probable evoca la idea de «mossegar l'ham» o «mossegar l'ham molt més» (trol és un tipus de pesca en anglès).
Mentre la paraula  trol i el seu verb associat trolejar  estan vinculats amb una discussió a Internet, els mitjans de comunicació en els anys recents l'han tractada com un adjectiu, i la fan servir per a etiquetar accions intencionalment provocatives i assetjaments fora d'un context en línia. Per exemple, els mitjans de comunicació han fet servir trol per a descriure a «una persona que danya els llocs d'elogi a Internet amb l'ànim de causar dolor a les famílies».
La repressió dels trols quan són força nocius és possible dins del marc legal existent, però la comunitat d'internet i juristes s'hi oposen en témer que pugui anar en contra de la llibertat d'expressió. L'usuari que pateix provocacions trolaires ja pot actuar. El primer principi és no alimentar el trol amb reaccions als seus missatges. A més, segons el programari es pot bloquejar, denunciar al proveïdor del servei o també a un cos policial a qui s'ha de reenviar el missatge amb un comentari.
Se l'ha de distingir de les respostes irades en un diàleg a Internet.

## Etimologia
La paraula trol prové de l'anglès modern, el verb troll -anomenada curricà en català- és una tècnica de pesca que consisteix a arrossegar lentament un esquer o un ham amb esquer des d'una barca en moviment. per extensió, es va emprar el substantiu trol per a designar els qui actuen amb afany de provocació.
A partir de la coincidència amb la paraula que prové del nòrdic antic, que designa el trol (monstre mitològic), s'ha amalgamat el significat de provocador amb el de l'ésser mitològic, especialment en un sentit pejoratiu.
La paraula evoca els trols del folklore escandinau i els contes infantils, on són sovint criatures obstinades a fer entremaliadures i malícies. La imatge del trol sota el pont en el conte «Els tres cabrits rondinaires» (també conegut com «El gegant i les tres cabretes») emfatitza la reacció negativa del trol cap als estranys que s'endinsen en el seu entorn físic, particularment per aquells que tenen la intenció de pastar en els seus dominis sense permís.

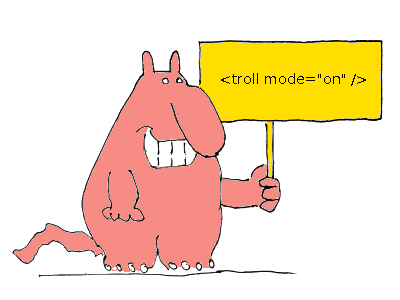
En mode trol

El primer ús col·loquial de la paraula trolling fora de l'àmbit d'Internet per a descriure accions deliberades dutes a terme per tal de provocar una reacció, es pot trobar en les Forces Armades: cap a 1972, està documentat l'ús de trolling per part dels pilots de l'Armada dels Estats Units per a descriure els caces MiG a la Guerra del Vietnam.
S'afirma que l'ús contemporani del terme va tenir la seva aparició a Internet a finals de la dècada del 1980, però els primers exemples coneguts provenen de 1992.

### Història primerenca

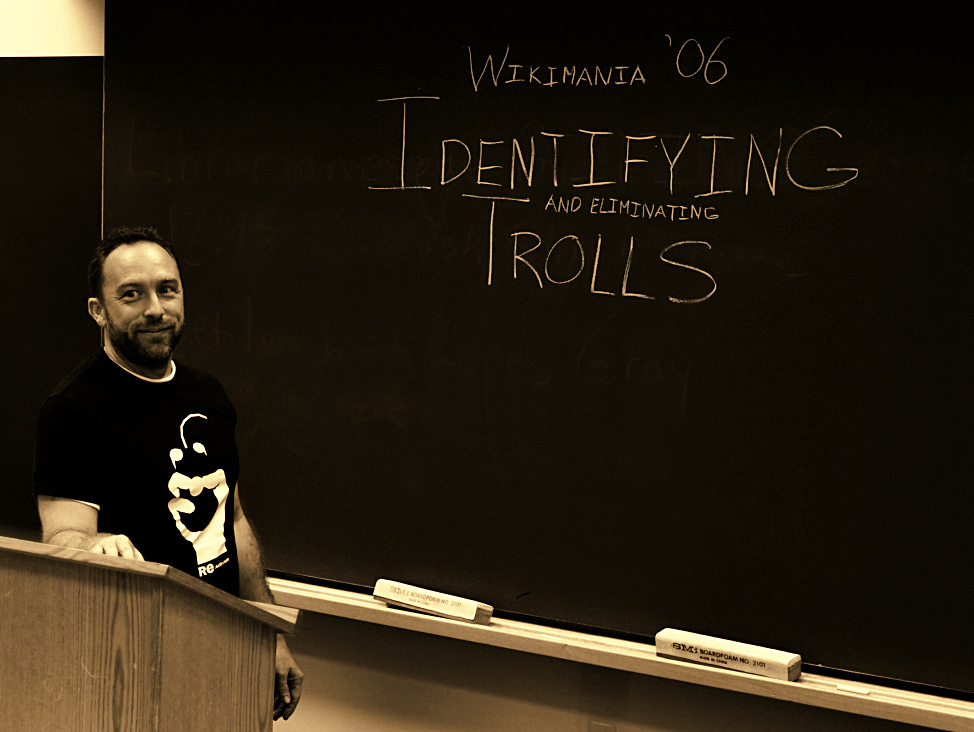
Jimbo Wales en una sessió especial a Wikimania 2006, dissertant amb relació a la problemàtica que plantegen els trols

La derivació més possible de la paraula trol pot ser trobada en la frase «trolling for newbies» (trolejar novells), popularitzada en l'inici dels anys 90 en el grup d'Usenet, alt.folklore.urban (AFU).
Comunament, es pot entendre com una broma interna relativament suau entre els usuaris veterans, presentant qüestions i temes que van ser tant ben fetes que els usuaris nous ho poden prendre seriosament. Per exemple, un veterà del grup pot crear una publicació en la idea equivocada comuna que el vidre flueix a través del temps. Els lectors amb més temps poden reconèixer el nom de qui va publicar i conèixer sobre què estan parlant, però els nous subscriptors al grup no podrien captar-encara, i respondrien així. Aquests tipus de trols serveixen com una pràctica per identificar informació privilegiada del grup. Aquesta definició de trolling, considerablement més estreta que l'enteniment modern del terme, va ser considerada una contribució positiva. Un dels trols més notoris d'AFU, David Mikkelson, va crear el lloc web de folklore urbà  Snopes.com.
A la fi dels anys 90,  alt.folklore.urban  va tenir tal gran tràfic i participació que el trolling d'aquest tipus arrufar les celles. Altres van expandir el terme per incloure la pràctica de gastar una broma a un usuari seriosament desinformat o enganyat, fins i tot en un grup de notícies on un no va ser recurrent. No obstant això, el terme és més d'humor que de provocació.
Durant els anys 2000, el trolling va evolucionar i es va expandir gràcies a l’auge de les xarxes socials i els fòrums en línia. Plataformes com 4chan i Something Awful van ser clau en la popularització de formes més agressives de trolling, sovint dirigides a provocar respostes emocionals extremes en altres usuaris. En lloc de bromes internes limitades a grups específics, el trolling es va convertir en una eina per crear conflictes a escala global, incloent-hi campanyes organitzades per desinformar o burlar-se de col·lectius. Aquesta evolució també va portar al naixement del fenomen dels "trolls polítics", que manipulaven discussions en fòrums per influir en l’opinió pública.

### En altres idiomes
En islandès, þurs (un thurs) o tröll (trol) potser es refereixi als trols. Els verbs  þursa  (trolejar) i  þursast  (ser un trol, trolejar a) poden ser usats.
En xinès, trol és referit com bái mù ((xinès)), que pot ser simplement explicat com «ulls sense pupil·les», en el sentit que mentre la pupil·la de l'ull és usada per a la visió, l'escleròtica no pot ser vista, i el trol involucra parlar a cegues coses sense sentit a Internet, tenint total indiferència a les sensibilitats o no estar conscient de la situació a mà, similar al tenir els ulls en blanc. Un terme alternatiu és  bái lan  ((xinès)), que descriu una publicació completament absurda i sense sentit feta per fastiguejar als altres. Tots dos termes es van originar a Taiwan, i també estan en ús en Hong Kong i Xina continental. Una altra denominació, xiǎo bái (((xinès)) és un terme derogatori que fa a tots dos bái mù i bái lan, i va ser usat en fòrums d'Internet per un autor anònim.
En japonès,  Tsuri  (釣り) vol dir «pescar», i es refereix a les publicacions intencionalment enganyoses l'únic propòsit és provocar als lectors. El terme  arashi  (荒 ら し) significa «deixant deixalles», i també pot ser usat per referir-se al correu brossa.
En coreà,  nak-si  (낚시) significa «pescar», i és usada per referir-se als intents de troleig a Internet , així com les publicacions amb títols enganyosos llocs així a propòsit.
Al idioma portuguès, en la seva variant més comuna en el brasiler, trol (tɾɔw en la pronunciació portuguesa) és el terme usual per denotar als trols d'Internet (exemples de termes derivats comuns són trolismo o trolagem , «trolling» i el verb  trolar , «to troll», que va entrar en l'ús popular), però una expressió antiga, usada per aquells que volen evitar anglicismes o argot, és  complexo do pombo enxadrista  per denotar el comportament dels trols, i  Pombos enxandristas  (literalment, «coloms escaquistes», o simplement  Pombos , són els termes usats per nomenar els trols). Els termes són explicats per una dita: «Discutir amb fulano és el mateix que jugar escacs amb un colom: el colom es passeja pel tauler, fa caure les peces, es defeca en aquest i simplement vola, cantant victòria ».
Al idioma tailandès, el terme «Krian» (เกรียน) ha estat adoptat per descriure als trols d'Internet. El terme literalment es refereix a un tallat de cabells molt curt portat per la majoria dels nois escolars a Tailàndia, comparant així als trols d'Internet amb nois escolars entremaliats. El terme «top Krian» (ต บ เกรียน), o «bufetejar un cap pelicorta» es refereix a l'acte de publicar respostes intel·ligents per refutar i considerar com ximples els missatges dels trols d'Internet.